# Wangen-Brüttisellen
Wangen-Brüttisellen (do roku 1976 oficiálně pouze Wangen) je obec v kantonu Curych ve Švýcarsku. Žije zde přibližně 7 900 obyvatel.

## Geografie
Wangen leží v údolí Glatttal v severní části okresu Uster. Zatímco místní část Brüttisellen prakticky zcela splynula s průmyslovými předměstími Curychu Dietlikon a Wallisellen, kde se střídají zejména velká nákupní centra s moderními obytnými komplexy, Wangen si se svými hrázděnými domy do značné míry zachoval svůj venkovský charakter. Ve Wangenu se nachází geografický střed kantonu Curych.
Sousedními obcemi jsou Dietlikon, Bassersdorf, Lindau, Volketswil a Dübendorf.

## Historie

Letecký pohled (1919)

Vesnice byla poprvé zmíněna v roce 1148 jako Britisseldon a poté od roku 1242 jako Wangen apud Glatto.
Mohyla z halštatského období (800–500 př. n. l.), Wieslistein ve Wangenu a římské nálezy v oblasti Lindenbuck u Brüttisellenu svědčí o dřívějším osídlení této oblasti.
V roce 1192 darovali Toggenburkové Wangen komandu johanitů v Bubikonu za účelem jeho založení. Brüttisellen, který byl ve 13. století sídlem rytířského rodu, se později stal poddaným Rapperswilu. V letech 1534 až 1541 byl reformátor Ulrich Bolt farářem ve Wangenu. V roce 1618 prodalo Bubikon, které se dostalo do finančních potíží, své práva ve Wangenu Curychu a nižší soudní pravomoc přešla na rychtáře z Kyburgu.
Obce Wangen a Brüttisellen se v roce 1831 spojily a vytvořily jednu politickou obec.

## Obyvatelstvo
| Rok            | 1634 | 1762 | 1836 | 1850 | 1900 | 1910 | 1950 | 1970 | 2000 | 2018 |
| Počet obyvatel | 217  | 538  | 812  | 780  | 1188 | 1460 | 1780 | 3692 | 5978 | 7904 |

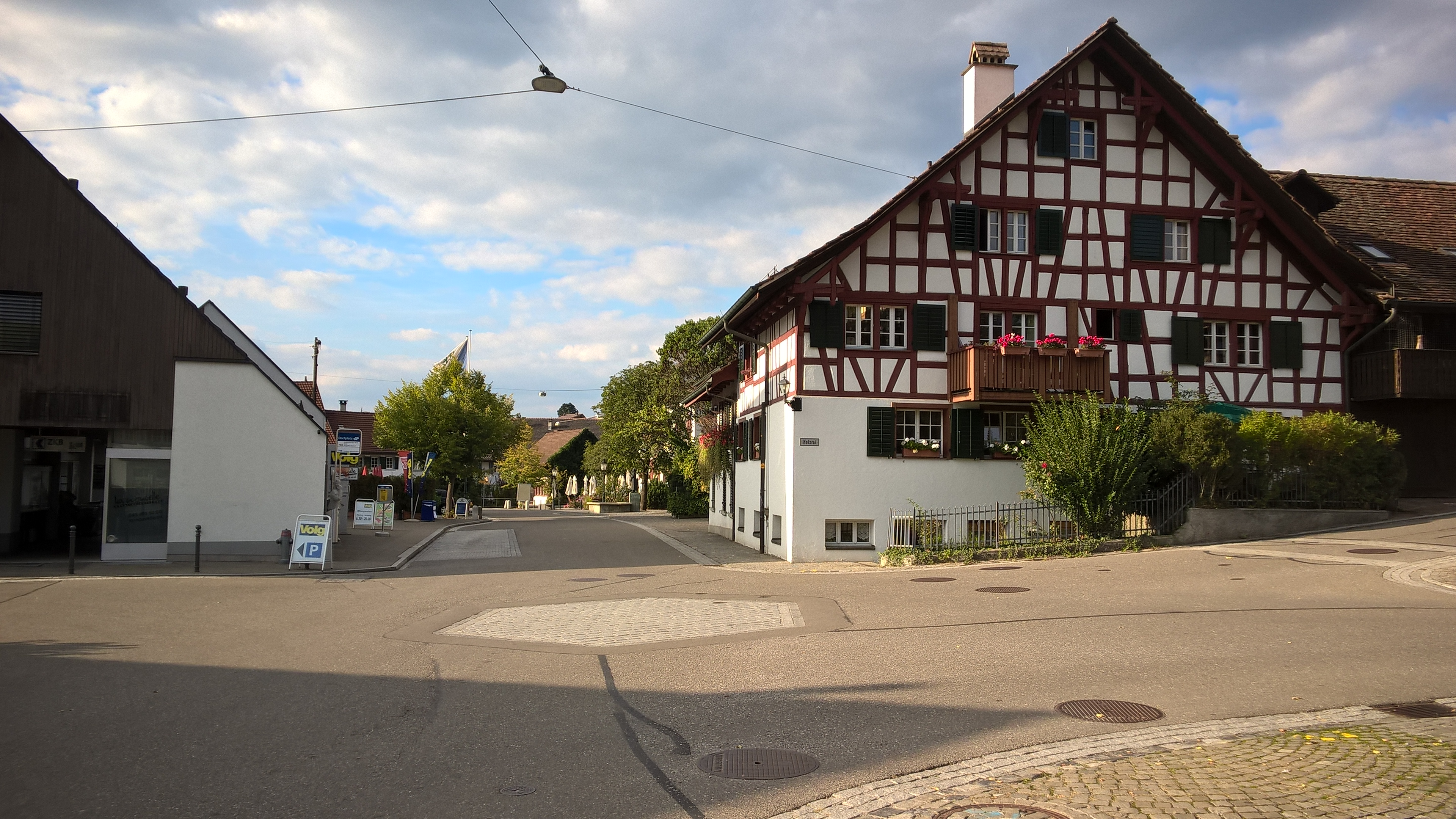
Wangen

Podíl cizinců (obyvatel s trvalým pobytem bez švýcarského občanství) činil v roce 2024 28,8 % (2323 osob).

### Náboženství
Wangen-Brüttisellen se nachází v převážně reformovaném kantonu Curych (24,5 % oproti 22,9 % římskokatolického obyvatelstva), přímo v obci je však poměr církví obrácený. V roce 2022 se k evangelické reformované církvi hlásilo 21,9 % obyvatel, k římskokatolické 24,8 % a 53,3 % obyvatel mělo jinou nebo žádnou konfesní příslušnost.

## Hospodářství a doprava
Kolem roku 1830 byly ve Wangenu založeny dvě malé přádelny, které Caspar Appenzeller v letech 1856–1857 přeměnil na hedvábnou přádelnu a výchovný ústav pro dívky. V roce 1874 založil v Brüttisellenu také domov pro chlapce. Hlavní silnice Curych–Winterthur, vybudovaná v roce 1841, a železniční trať Nordostbahn s zastávkou v Dietlikonu, zřízenou v roce 1865, podpořily rozvoj Brüttisellenu. Obuvnická továrna Walder, založená v 90. letech 19. století, se stala největším zaměstnavatelem v regionu a proměnila volnou usedlost v dělnickou vesnici; v roce 1930 bylo 64 % pracujících obyvatel obce zaměstnáno ve druhém hospodářském sektoru.
Wangen-Brüttisellen se od roku 1980 výrazně rozvinul po ekonomické stránce, zejména díky výhodné dopravní poloze u dálniční křižovatky dálnic A1 a A15. Zatímco Wangen si částečně zachoval svůj zemědělský charakter, Brüttisellen je díky četným obytným a komerčním budovám předměstským sídlem mnoha společností, mezi nimiž je i Coca-Cola HBC Switzerland a další renomované firmy. Wangen-Brüttisellen by také měl těžit z bezprostřední blízkosti plánovaného inovačního parku v Curychu (Dübendorf). Obec těží z pokračující stavební činnosti a díky revidovaným stavebním a územním předpisům zůstává atraktivní pro nové podniky. 
Obec nemá vlastní železniční stanici. Nejbližší napojení na železnici se nachází v sousedním Dietlikonu.